# Acquaviva (Adelsgeschlecht)

Wappen der Acquaviva

Die Acquaviva waren eine Familie des italienischen Adels, die zum europäischen Hochadel zählte; sie führten den Titel eines Herzogs von Atri, Herzogs von Nardò, Grafen und später Fürsten von Caserta, sowie eines Grafen von Conversano.

## Geschichte
Der Ursprung der Familie ist umstritten, nach einigen Historikern soll sie aus dem langobardischen Herzogtum Spoleto oder aus Umbrien stammen. Sie erwarb Land in den mittleren Marken und den Abruzzen; erstmals erwähnt wird sie mit Rinaldo di Acquaviva 1195 in Atri.
Antonio († 1395) wird der erste Herzog von Atri
1. Andrea Matteo I. († 1407), 2. Duca d’Atri; ⚭ Caterina Tomacelli
  1. Antonio († 1410), 3. Duca d’Atri
  2. Pier Bonifacio (1421), 4. Duca d’Atri
    1. Andrea Matteo II., 5. Duca d’Atri

  3. Giosia I. († 1462), 6. Duca d’Atri
    1. Giulio Antonio († 1481), 7. Duca d’Atri

Die Acquaviva wurden schließlich im Königreich Neapel zu einer der wichtigsten Familien, den Sieben Großen Häusern des Königreichs Neapel: Acquaviva, Celano, Evoli, Marzano, Molise, Ruffo und Sanseverino (die Häuser Evoli, Marzano und Molise sind heute ebenfalls erloschen). Zu den Unterstützern der Sieben gehörten die Häuser d’Aquino, del Balzo und Piccolomini.
Im Jahre 1479 gewährte König Ferdinand I. von Neapel Giulio Antonio Acquaviva, 7. Duca d’Atri, und allen seinen Nachkommen für die erbrachten Dienste das Privileg, den Namen d'Aragona (von Aragon) seinem Namen hinzufügen zu dürfen und in das Familienwappen die Insignien des Königshauses aufzunehmen. Seit dieser Zeit trugen die Angehörigen der Familie den Namen Acquaviva d’Aragona.

## Familienmitglieder
Die bekanntesten Familienmitglieder sind:
- Andrea Matteo III. Acquaviva (1458–1529), 8. Duca d’Atri
- Fabio Acquaviva (1462–1528), dessen Bruder, 2 Duca d’Atri
- Belisario I. Acquaviva (1464–1528), dessen Bruder, 1. Duca di Nardò
- Claudio Acquaviva (1543–1615), 5. General der Jesuiten, Enkel Andrea Matteos
- Rodolfo Acquaviva (1550–1583), Jesuit und Missionar in Indien, dessen Neffe
- Ottavio Acquaviva d’Aragona (1560–1612), Kardinal, Erzbischof von Neapel, dessen Bruder
- Giangirolamo II. Acquaviva (1600–1665), 20. Conte di Conversano
- Francesco Acquaviva (1665–1725), Kardinal, Bischof von Sabina
- Pasquale Acquaviva d’Aragona (1718–1788), Kardinal

## Stammliste (Auszug)

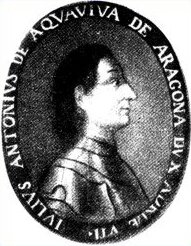
Giulio Antonio Acquaviva d’Aragona, 7. Duca d’Atri

1. Giulio Antonio Acquaviva, ca. 1428–1481, Condottiere, 7. Duca d’Atri (1462), 1. Duca di Teramo, Conte di Conversano e di Castro San Flaviano, Signore di Forcella, Roseto, Padula, etc., ⚭ 1456 Caterina Orsini del Balzo, erhielt für militärische Leistungen 1479 die Genehmigung des Königs Ferdinand I. von Neapel, seinem Familiennamen den Namen d’Aragona und das Wappen des Königshauses Aragon hinzuzufügen
  1. Giovanni Antonio (1457–1479), Marchese di Bitonto
  2. Donato, Bischof von Conversano (von 1499 bis 1528)
  3. Belisario I. Acquaviva (1464–1528), 1. Duca di Nardò; ⚭ Sveva Sanseverino di Bisignano
    1. Giovanni Antonio († 1525), Bischof von Alessano und 1517 Erzbischof von Lecce
    2. Giacomo Antonio, Bischof von Nardò 1521–1531
    3. Giovanni Battista († 1569), Bischof von Nardò  1536–1569
    4. Giovanni Bernardino I. († 1541), 2. Duca di Nardò; ⚭ Giovanna Gaetani
      1. Francesco († 1559), 3. Duca di Nardò
        1. Giovanni Bernardino II. († 1596), 4. Duca di Nardò
          1. Belisario II. († 1619), 5. Duca di Nardò; ⚭ Porzia Pepe dei Duchi di Siclì
            1. Cernilla
            2. Caterina († 1636), 6. Duchessa di Nardò; ⚭ 1598 Giulio Antonio Acquaviva, Sohn von Adriano Acquaviva, Conte di Conversano

  4. Andrea Matteo III. Acquaviva (1458–1529), 8. Duca d’Atri, Conte di Conversano; ⚭ I. Isabella Piccolomini, ⚭ II. 1509 Caterina della Ratta, Contessa di Caserta; † 1511, Erbtochter von Giovanni della Ratta, Conte di Caserta, Witwe von Cesare d’Aragona; † 1501, unehelichem Sohn von König Ferdinand I. von Neapel
    1. Gianfrancesco († 1527), Marchese di Bitonto; ⚭ Dorotea Gonzaga di Sabbioneta
      1. Giulio Antonio II. († 1539), gestorben im Exil in Frankreich, Conte di Conversano, Marchese di Bitonto; ⚭ Anna Gambacorta Contessa di Caserta
        1. Gianfrancesco († 1569), Herr von Brie-Comte-Robert, lebte im Exil in Frankreich; ⚭ Susanna Caracciolo, Tochter von Giovanni Caracciolo, Marschall von Frankreich
          1. Anna, „Mademoiselle d’Atrie“ am Hofe der französischen Königin Caterina de’ Medici, ⚭ Ludovico Cattani di Diacceto, Comte de Chateauvillain
            1. Scipione, Comte de Chateauvillain

        2. Baldassarre († 1577), 1. Marchese di Bellante, Conte di Caserta; ⚭ Girolama Gaetani
          1. Marcello (1531–1617), Erzbischof von Otranto
          2. Giulio Antonio III. (1549–1594), 1. Fürst von Caserta; ⚭ 1569 Vittoria de Lannoy di Sulmona
            1. Andrea Matteo IV. (1570–1647), 2. Fürst von Caserta; ⚭ 1593 Isabella Caracciolo di Sant’Angelo
              1. Anna (1596–1659), 3. Fürstin von Caserta; ⚭ 1618 Francesco Caetani, Herzog von Sermoneta

    2. Giovanni Vincenzo (1490–1546), Bischof von Melfi-Rapolla-Venosa, Kardinal
    3. Giannantonio Donato (1485–1554), Conte di Gioia, 9. Duca d’Atri, 16. Conte di Conversano; ⚭ Isabella Spinelli di Cariati
      1. Andrea Matteo († 1576), Bischof von Venafro, Erzbischof von Cosenza

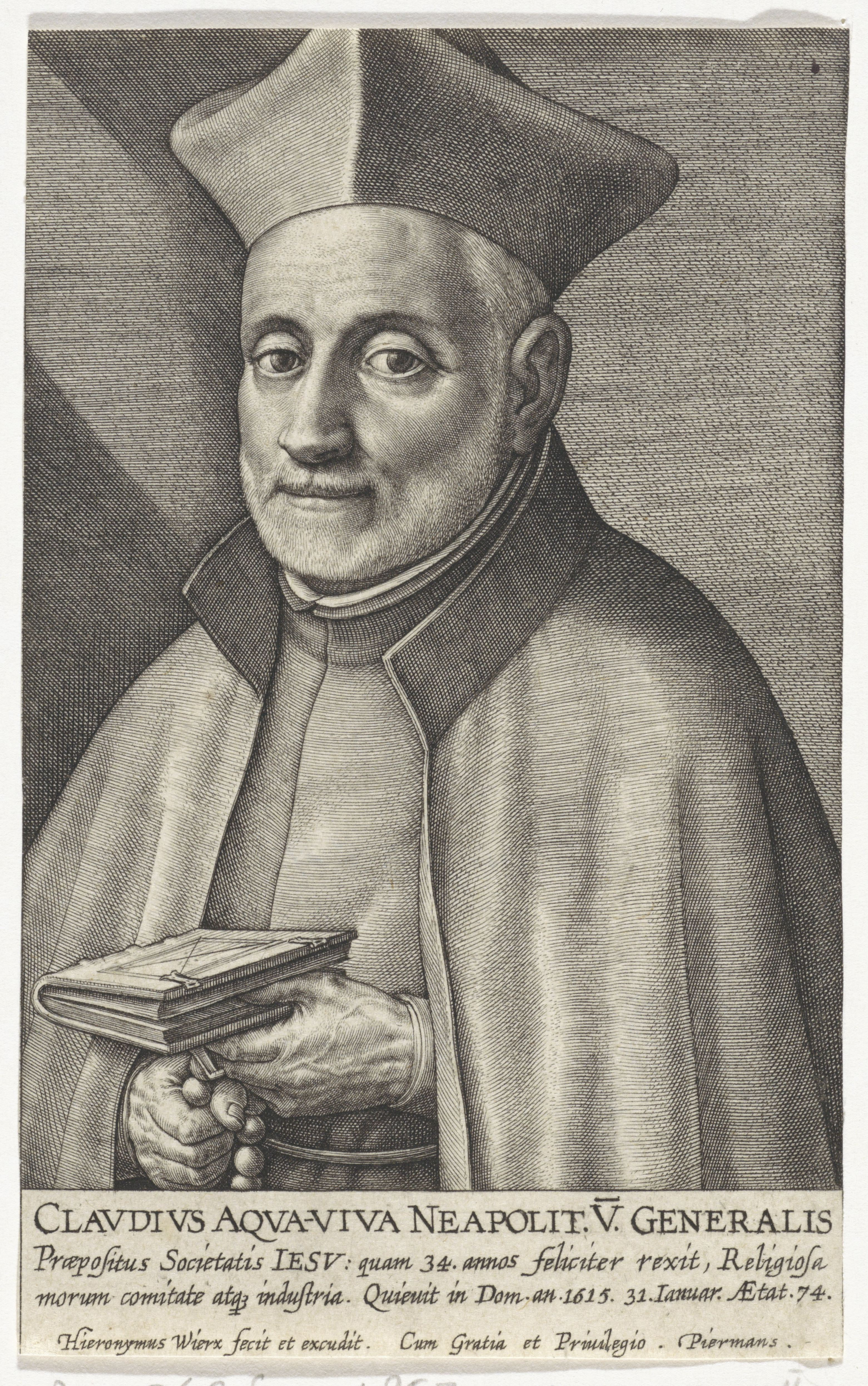
Claudio Acquaviva (1543–1615), General der Jesuiten

      2. Claudio Acquaviva (1543–1615), General der JesuitenClaudio Acquaviva (1543–1615), General der Jesuiten
      3. Giangirolamo I. (1521–1592), 10. Duca d’Atri, 17. Conte di Conversano, Conte di Gioia, Literat; ⚭ 1544 Margherita Pio di Carpi
        1. Alberto (1545–1597), 11. Duca d’Atri, Conte di Gioia; ⚭ 1571 Beatrice de Lannoy di Sulmona
          1. Giosia II. (1574–1620), 12. Duca d’Atri; ⚭ 1601 Margherita Ruffo di Scilla
            1. Francesco (1606–1649), 13. Duca d’Atri; ⚭ Anna Conclubet
              1. Giosia III. (1631–1679), 14. Duca d’Atrii; ⚭ 1662 Francesca Caracciolo di Torella
                1. Giangirolamo II. (1663–1709), 15. Duca d’Atri, Condottiere und Dichter; ⚭ I. 1682 Lavinia Ludovisi di Fiano, ⚭ II. 1683 Eleonora Spinelli
                  1. Giosia IV. († 1710), 16. Duca d’Atri
                  2. Domenico (1689–1745), 17. Duca d’Atri; ⚭ 1738 Eleonora Pio di Savoia
                  3. Troiano (1694–1747), Erzbischof von Monreale, Kardinal, 18. Duca d’Atri
                  4. Rodolfo (1697–1755), 19. Duca d’Atri; ⚭ 1742 Laura Salviati di Giuliano
                  5. Isabella (1703–1760), 20. Duchessa d’Atri, ⚭ 1727 Filippo Strozzi; nach ihrem Tod wurde das Herzogtum Atri dem Königreich Neapel eingegliedert; der Herzogstitel ging auf die Linie der Grafen von Conversano, Duchi di Nardò, über

                2. Francesco (1665–1725), Kardinal, Bischof von Sabina

            2. Ottavio (1609–1674), 1654 Kardinal

        2. Giulio (1546–1574), Kardinal von San Teodoro
        3. Rodolfo (1550–1583), Jesuit und Missionar, der in Indien als Märtyrer starb, Seliger der katholischen Kirche Der Selige Rodolfo Acquaviva (vorn) und seine Gefährten

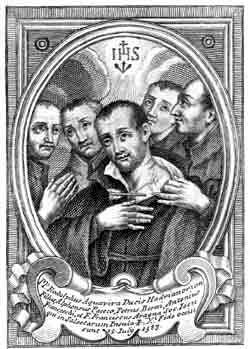
Der Selige Rodolfo Acquaviva (vorn) und seine Gefährten

        4. Ottavio (1560–1612), Kardinal, 1605–1612 Erzbischof von Neapel
        5. Orazio († 1617), Kapuziner, Bischof von Caiazzo
        6. Adriano († 1607), 18. Conte di Conversano; ⚭ 1574 Isabella Caracciolo Pisquizi
          1. Giulio Antonio II. († 1623), 19. Conte di Conversano; ⚭ 1598 Caterina Acquaviva 6. Duchessa di Nardò, Tochter von Belisario II.
            1. Giangirolamo II. (1600–1665), 7. Duca di Nardò, 20. Conte di Conversano, Feldherr und Politiker, vereinte die beiden Linien der Familie; ⚭ 1622 Contessa Isabella Filomarino dei principi della Rocca d’Aspro
              1. Cosimo († 1665), starb in einem Duell in Ostuni, 8. Duca di Nardò, 21. Conte di Conversano; ⚭ 1646 Caterina di Capua
                1. Giangirolamo III. († 1680), 9. Duca di Nardò, 22. Conte di Conversano; ⚭ 1680 Aurora Sanseverino
                2. Giulio Antonio († 1691), 10. Duca di Nardò, 23. Conte di Conversano; ⚭ 1686 Dorotea Acquaviva, Tochter von Giosia III. 14. Duca d’Atri
                  1. Giulio Antonio (1691–1746), 11. Duca di Nardò, 24. Conte di Conversano; ⚭ 1711 Maria Teresa Spinelli di Tarsia
                    1. Pasquale (1718–1788), 1770 Kardinal
                    2. Carlo (1733–1800), 21. Duca di Atri als Nachfolger von Isabella Acquaviva Strozzi (1790)
                    3. Giovanni Girolamo IV. (†  1777), 12. Duca di Nardò, 25. Conte di Conversano; ⚭ 1741 Maria Giuseppa Spinelli di Scalea
                      1. Giulio Antonio (1742–1801), 13. Duca di Nardò, 26. Conte di Conversano, 22. Duca d’Atri; ⚭ 1778 Maria Teresa Spinelli di Scalea
                        1. Giangirolamo V. (1786–1848), 23. Duca di Atri, 14. Duca di Nardò, 27. Conte di Conversano; ⚭ 1804 Maria Giulia Colonna di Stigliano
                          1. Luigi  (1812–1898), 24. Duca di Atri, 15. Duca di Nardò, 28. Conte di Conversano, General, 1860 Senator des Königreichs Italien; ⚭ 1848 Giulia Milazzi di Casalaspro e Pietragalla
                            1. Giulio Antonio (1849–1887), Duca di Casalaspro e Pietragalla; ⚭ 1872 Rosa Labonia
                            2. Francesco (1851–1894), 16. Duca di Nardò; ⚭ 1886 Maria de Zunica, Principessa di Cassano e Duchessa di Alessano
                              1. Giulia (1887–1972), 25. Duchessa d’Atri, 17. Duchessa di Nardò, ⚭ 1907 Giustiniano Perrelli Tomacelli Filomarino, 6. Principe di Boiano

                            3. Girolamo (1852–1911), Duca di Casalaspro; ⚭ 1891 Giulia Lefebvre di Balsorano
                            4. Alberto (1856–1925), Duca di Noci; ⚭ 1882 Contessa Maria Clementina Mocenigo

                          2. Carlo (1822–1892), Conte di Castellana, 1890 Senator; ⚭ 1851 Alexandra Obreskow
                            1. Mario Andrea (1852–1908); ⚭ 1891 Maria Siniscalco
                              1. Carlo (1894–1963)
                                1. Fiorella (1922–2011)

## Grafen und Fürsten von Caserta
- Giulio Antonio Acquaviva, Neffe von Andrea Matteo Acquaviva
- Baldassare Acquavia, dessen Sohn
- Giulio Antonio Acquaviva, 1544 1. Fürst von Caserta
- Andrea Matteo Acquaviva (1594–1634), 2. Fürst von Caserta, Ritter des Ordens vom Goldenen Vlies
- Anna Acquaviva (1596–1659), ⚭ Francesco Gaetani, 8. Herzog von Sermoneta; das Fürstentum Caserta geht 1642 auf die Familie Gaetani über.

## Herzöge von Atri
Letzter Träger des Titels Herzog von Atri war Giulia Acquaviva d’Aragona (1887–1972), 25. Duchessa d’Atri, 17. Duchessa de Nardò (siehe Weblink). Mit ihrem Cousin 2. Grades, Carlo Acquaviva d’Aragona, Conte di Castellana (1894–1963), war das Geschlecht im Mannesstamm erloschen.

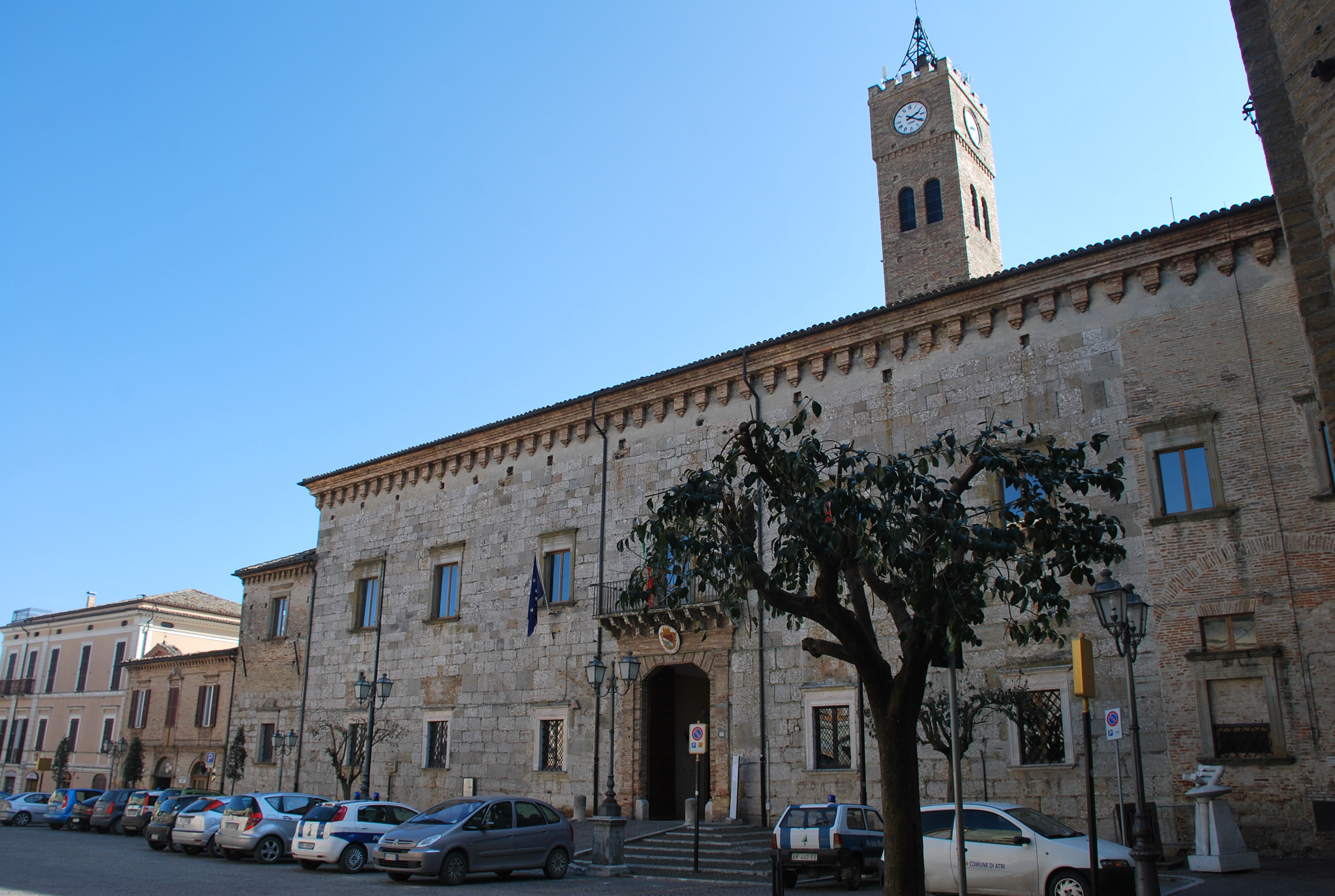
Palazzo Ducale in Atri (heute das Rathaus)
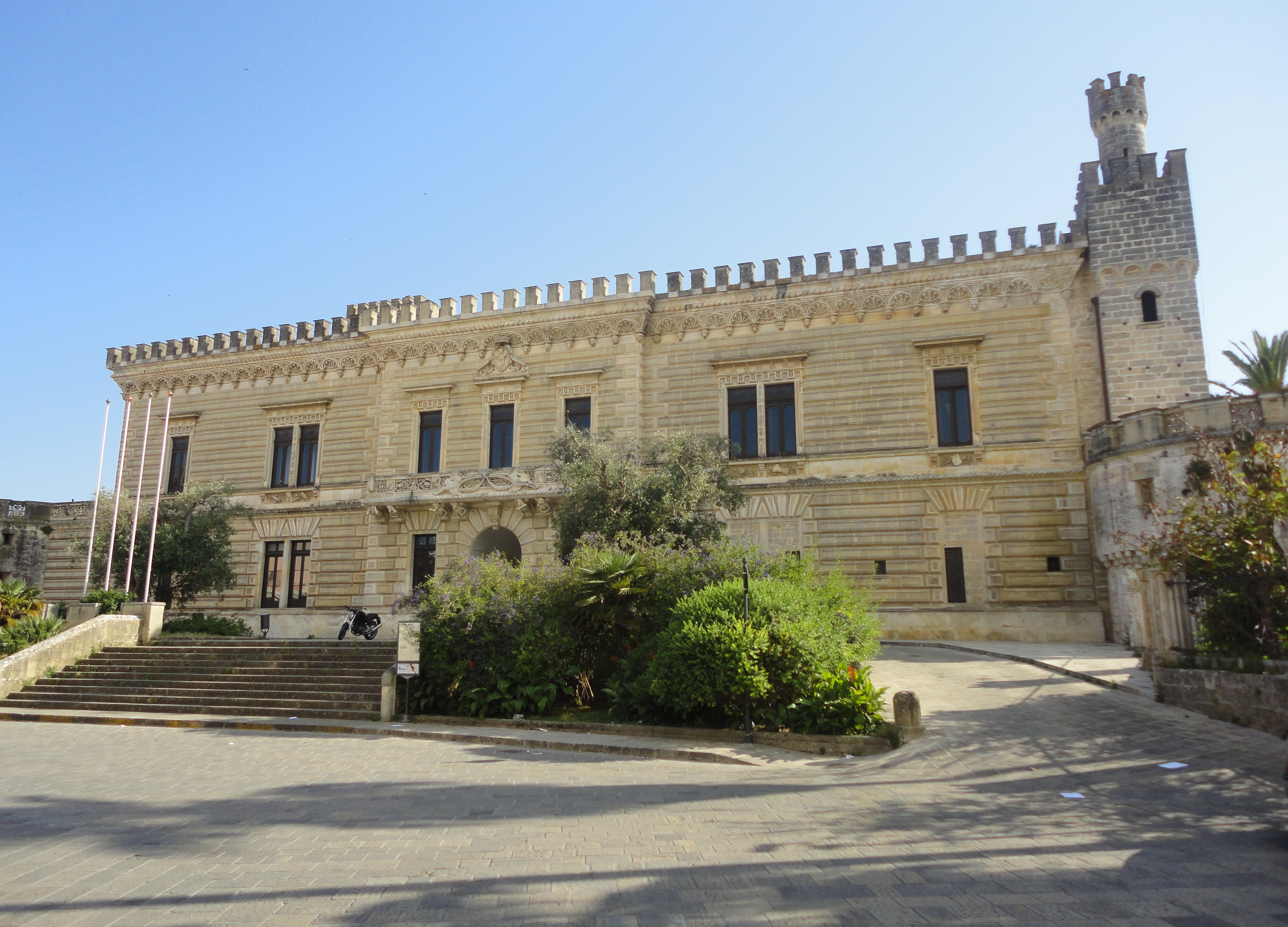
Castello Acquaviva in Nardò
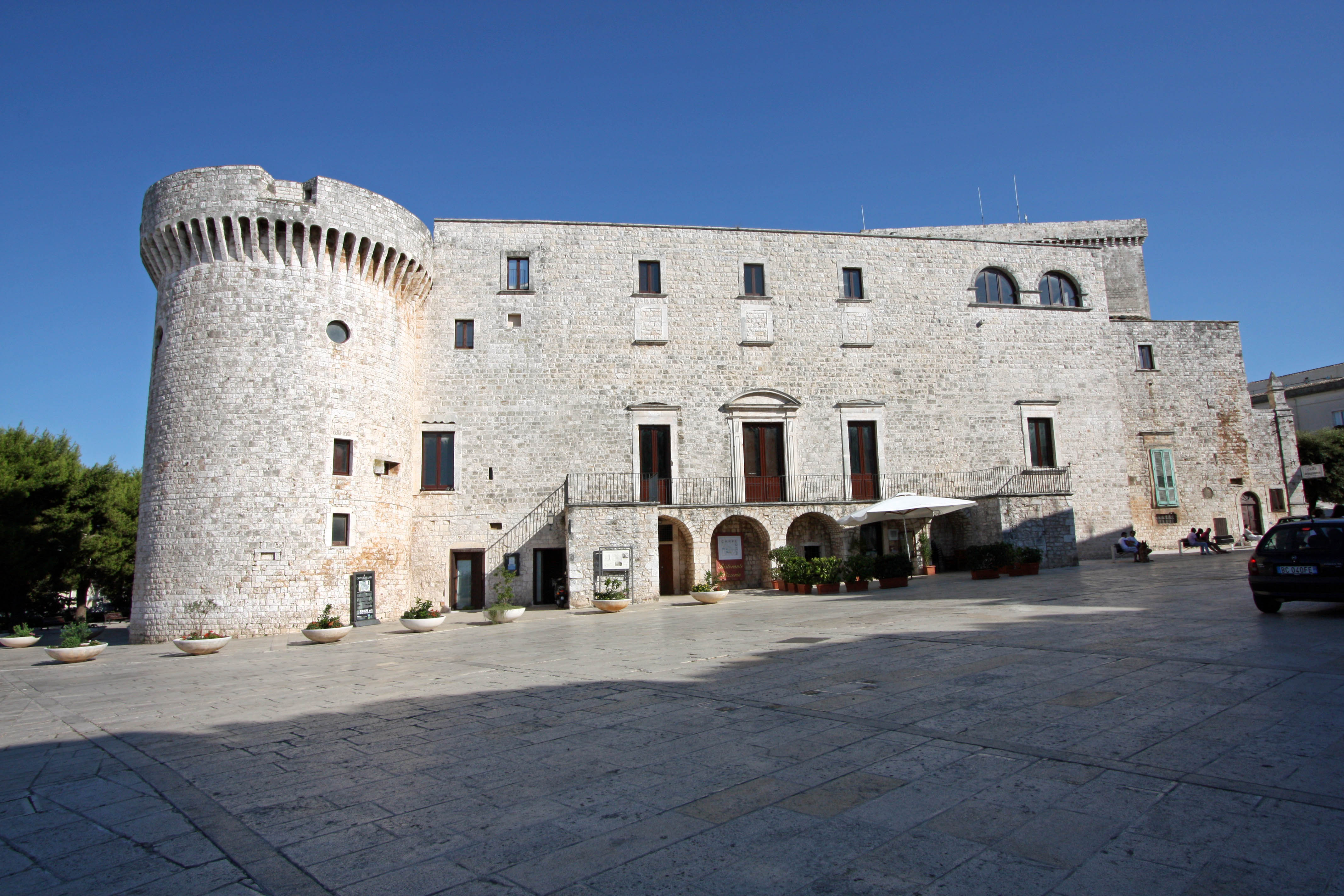
Castello Acquaviva in Conversano